# Resolutie 2113 Veiligheidsraad Verenigde Naties
Resolutie 2113 van de Veiligheidsraad van de Verenigde Naties werd op 30 juli 2013 unaniem aangenomen door de VN-Veiligheidsraad. De resolutie verlengde de gedeelde VN-AU vredesoperatie in Darfur met ruim een jaar.

## Achtergrond
Al in de jaren 1950 was het zwarte zuiden van Soedan in opstand gekomen tegen het overheersende Arabische noorden. De vondst van aardolie in het zuiden maakte het conflict er enkel maar moeilijker op. In 2002 kwam er een staakt-het-vuren en werden afspraken gemaakt over de verdeling van de olie-inkomsten. Verschillende rebellengroepen waren hiermee niet tevreden en in 2003 ontstond het conflict in Darfur tussen deze rebellen en de door de regering gesteunde janjaweed-milities. Die laatsten gingen over tot etnische zuiveringen en in de volgende jaren werden in Darfur grove mensenrechtenschendingen gepleegd waardoor miljoenen mensen op de vlucht sloegen.

## Inhoud
De Veiligheidsraad veroordeelde aanvallen op de vredesmacht. Op 13 juli 2013 waren bij zo'n aanval zeven blauwhelmen omgekomen en zeventien gewond geraakt. Soedan werd aangespoord de daders op te sporen. Het geweld in de regio nam toe. Er waren meer gevechten tussen stammen en tussen het regeringsleger en gewapende groeperingen. Daardoor waren er ook veel meer vluchtelingen — zo'n twee miljoen — en was dus ook meer noodhulp nodig.
UNAMID's mandaat werd verlengd tot 31 augustus 2014. De missie was nog steeds bezig met inkrimpen, zoals het jaar voordien beslist was. Men moest zich richten op de meest onveilige streken in Darfur.
De ondertekenaars ervan werden aangespoord het Doha-document voor Vrede in Darfur geheel uit te voeren. Ook werd er bij hen en partijen die het document niet ondertekend hadden op aangedrongen een staakt-het-vuren en vrede te bereiken.

## Verwante resoluties
- Resolutie 2104 Veiligheidsraad Verenigde Naties
- Resolutie 2109 Veiligheidsraad Verenigde Naties
- Resolutie 2126 Veiligheidsraad Verenigde Naties
- Resolutie 2138 Veiligheidsraad Verenigde Naties (2014)

Lijst ·  2086 ·  2087 ·  2088 ·  2089 ·  2090 ·  2091 ·  2092 ·  2093 ·  2094 ·  2095 ·  2096 ·  2097 ·  2098 ·  2099 ·  2100 ·  2101 ·  2102 ·  2103 ·  2104 ·  2105 ·  2106 ·  2107 ·  2108 ·  2109 ·  2110 ·  2111 ·  2112 ·  2113 ·  2114 ·  2115 ·  2116 ·  2117 ·  2118 ·  2119 ·  2120 ·  2121 ·  2122 ·  2123 ·  2124 ·  2125 ·  2126 ·  2127 ·  2128 ·  2129 ·  2130 ·  2131 ·  2132